# Leonardo Bounatian-Benatov
Leonardo Argoutinsky Benatov dit Leonardo Bounatian-Benatov, né le 16 août 1899 à Kağızman et mort le 26 mars 1972 à Chevreuse, est un peintre russe.

## Biographie
Né à Kağızman le 16 août 1899, de son père Mickael Bounatian-Benatov et de sa mère Suzanne Argoutinsky-Dolgorouky. Il habitait en France dans le 14e arrondissement de Paris.
Il se fait connaître en France en exposant au Salon d'automne de 1928 sa toile Joueur d'accordéon. Il prend part aussi au Salon des indépendants de 1927 à 1929.
Il était l'époux de l'écrivain Livja Flood (no). Atteint d'un cancer (1961), il meurt à Chevreuse le 26 mars 1972.